# Liste der Kulturdenkmäler in der Kernstadt von Bad Kreuznach/Denkmalzonen
In der Liste der Kulturdenkmäler in Bad Kreuznach/Denkmalzonen sind alle Denkmalzonen in der Kernstadt der rheinland-pfälzischen Stadt Bad Kreuznach aufgeführt. Grundlage ist die Denkmalliste des Landes Rheinland-Pfalz (Stand: 2. August 2023).

## Denkmalzonen
| Bezeichnung                                                    | Lage | Baujahr                | Beschreibung | Bild |
| -------------------------------------------------------------- | --- | ---------------------- | --- | --- |
| Denkmalzone 1920er-Jahre-Siedlung Gustav-Pfarrius-Straße       | Gustav-Pfarrius-Straße 14–30 (gerade Nummern), 17–37 (ungerade Nummern), Ringstraße 102–110 (gerade Nummern), Jean-Winckler-Straße 2–20 (gerade Nummern), Röntgenstraße 20–24 (gerade Nummern), 25–35 (ungerade Nummern) Lage | 1925/26                | unterschiedliche Siedlungswohnblöcke sowie Einzel- und Doppelvillen in historisierendem 1920er Jahre-Stil mit Heimatstil-, Neubarock- und neuklassizistischen Motiven, im Wesentlichen von 1925/26; in der Gustav-Pfarrius-Straße dreigeschossige Walmdachbauten mit zweigeschossigen Kopfbauten, 1926/27, Architekt Hugo Völker, basierend auf Plänen von 1919, Architekt Alexander Ackermann | [[Vorlage:Bilderwunsch/code!/C:49.838782,7.867861!/D:Gustav-Pfarrius-Straße 14–30 (gerade Nummern), 17–37 (ungerade Nummern), Ringstraße 102–110 (gerade Nummern), Jean-Winckler-Straße 2–20 (gerade Nummern), Röntgenstraße 20–24 (gerade Nummern), 25–35 (ungerade Nummern),!/\|BW]] |
| Denkmalzone Evangelische Diakonieanstalten                     | Ringstraße 58–66 (gerade Nummern), Bühler Weg 14, 18, 22–30 (gerade Nummern), Bösgrunder Weg 10 und 15–21 (ungerade Nummern), Waldemarstraße 4–16 und 20–28 (gerade Nummern) Lage                                             | ab 1897                | seit 1897 erstellter Gebäudekomplex im Park, gotisierende Sandstein- und Backsteinbauten (erster Bauabschnitt), Architekt Friedrich Langenbach, Barmen; 1912–54 angepasste Ergänzungsbauten, Architekt Willibald Hamburger | Fotos hochladen |
| Denkmalzone Friedhof                                           | Mannheimer Straße Lage | 1827                   | 1827 angelegtes, seit 1918 mehrfach erweitertes, in Rechteckparzellen geteiltes Areal mit eigens umfriedeten Ehrenfriedhöfen und besonderen Gedenkstätten; alte Friedhofskapelle, historisierender Achteckbau, nach 1843; Puricellikapelle, neugotischer Rotsandsteinquaderbau mit bauzeitlicher Ausstattung, 1895, Architekt Ludwig Becker; zahlreiche Grabmäler, teilweise von der Bildhauerfamilie Cauer gestaltet, zweite Hälfte des 19. und erste Hälfte des 20. Jahrhunderts | Fotos hochladen |
| Denkmalzone Goethestraße                                       | Goethestraße 1–7, 9, Bühler Weg 8, 10, 12, Röntgenstraße 2/4, 6, 8, Pestalozzistraße 3–9, Waldemarstraße 21, 23, 25, 27 Lage                                                                                                  | Mitte der 1920er Jahre | villenartige historisierende Putzbauten, überwiegend mit Walm-, teilweise mit Mansarddächern, Teil der Stadterweiterung am Kuhberg aus der Mitte der 1920er Jahre | BW |
| Denkmalzone Gustav-Pfarrius-Straße/Lina-Hilger-Straße          | Gustav-Pfarrius-Straße 1/3, 5, 7, Lina-Hilgerstraße 1, 3/5 und Bosenheimer Straße 6 und 8 Lage | 1925/26                | fünf kunststeingegliederte Walmdachbauten, 1925/26, Architekt Johann Au, als Wohnungsbauten für Unteroffiziere erbaut | BW |
| Denkmalzone Jüdischer Friedhof                                 | Stromberger Straße Lage | 1661                   | 1661 angelegtes, 1919 erweitertes trichterförmiges Areal; auf dem nördlichen, ältesten Teil zahlreiche, meist barocke Sandsteinplatten, auf dem schmalen Gräberfeld südlich der Leichenhalle (Mitte des 19. Jahrhunderts, 1894 erweitert) Sandsteinplatten des 19. Jahrhunderts; neubarocke Marmortafel der zerstörten Synagoge | weitere Bilder Fotos hochladen |
| Denkmalzone Jungstraße                                         | Jungstraße 6, 8, 10, 12, 14, 16 Lage | 1893 ff.               | sechs dreigeschossige Mietshäuser, Klinkerbauten, Neurenaissance, 1893 ff., Architekten Gebrüder Lang; straßenbildprägend | BW |
| Denkmalzone Kurgebiet                                          | südwestlich des Stadtkerns Lage | ab 1817                | nach Entdeckung der Heilkraft des Solewassers durch Eberhard Prieger 1817 nach systematischen städtischen Planungen in mehreren Abschnitten bebaut in offener Bauweise hinter Vorgärten mit Alleen: Badeinsel und nördliches Kurviertel bis Weinkauffstraße ab 1840 bzw. 1847, südlich anschließendes Gebiet ab 1900, sogenanntes erweitertes Kurgebiet südöstlich der Salinenstraße ab 1880; zahlreiche Einzeldenkmäler wie Kurhaus (1840–60), vierflügeliges Bäderhaus (1911/12), private Badehäuser (spätklassizistisch und Neurenaissance), vor allem von der Bildhauerfamilie Cauer geschaffene Denkmäler und Bronzefiguren, Salinen (Karlshalle, Theodorshalle); im Süden spitz auslaufendes Areal, im Osten begrenzt von der Bahnlinie, im Norden von Baumstraße/Salinenstraße/Schloßstraße, dem Mühlenteich und der Alten Nahebrücke, im Westen mit einem Uferstreifen jenseits der Nahe abschließend | BW |
| Denkmalzone Kurpark                                            | Kurhausstraße Lage | ab 1840                | ab 1840 angelegter Englischer Garten mit altem Baubestand; darin Kurhaus (siehe Kurhausstraße 28), davor runder Musikpavillon, Bronzefigur des „Traubenmädchens“, Hanna Cauer, 1950; auf der Südspitze Elisabethenquelle: offene Trinkhalle über Quelle mit flankierenden Freitreppen und Plattform, 1880er Jahre | weitere Bilder Fotos hochladen |
| Denkmalzone Mathildenstraße                                    | Mathildenstraße 4, 6, 8, 10 Lage | 1904                   | Mietshäuser, Neurenaissance- und Jugendstilmotive, 1904, Architekt August Henke & Sohn | BW |
| Denkmalzone Neufelder Weg                                      | Neufelder Weg 9/11, 13/15, 17/19 Lage | 1927/28                | spiegelgleiche eingeschossige Doppelwohnhäuser mit Walmdächern, in Vorgärten, 1927/28, Architekt Martin Au | BW |
| Denkmalzone Neustadt                                           | nördlich des Stadtkerns Lage | nach 1200              | historisch gewachsene Bebauung im von den Grafen von Sponheim nach 1200 gegründeten Stadtteil nördlich der Nahe einschließlich des Ellerbachs: spätmittelalterliche St. Nikolauskirche, Keller und Erd-, teilweise auch Obergeschosse, mit späteren Aufstockungen ehemaliger Burg- und Adelshäuser des 16. und 17. Jahrhunderts sowie der Stadtschreiberei von 1540, Fachwerkhäuser des 18. Jahrhunderts mit klassizistischen und Neurenaissancefassaden des 19. Jahrhunderts und historisierende Wilhelmsbrücke mit Türmen von 1906 | Fotos hochladen |
| Denkmalzone Obere Flotz                                        | Obere Flotz 4, 6–29, Mittlerer Flurweg 27, 34, Waldemarstraße 51 Lage | 1926–30                | in zwei Bauabschnitten erstellte zeittypische Siedlungsbauten mit Vorgärten und Hofflächen; drei variierte Typenbauten mit historisierenden und Heimatstilmotiven, 1926/27, Architekt Jean Rheinstädter; blockhafte, ornamental gegliederte, größere Siedlungsbauten, 1929/30, Architekt Martin Au | BW |
| Denkmalzone Oranienpark                                        | Oranienstraße/Salinenstraße Lage | 1934                   | nahezu quadratischer Park zwischen Kaiser-Wilhelm-, Salinen-, Oranien- und Weinkauffstraße; 1934 in zwei Terrassen angelegt: obere Terrasse in Formen französischen Barocks, untere Terrasse als Landschaftspark; ehemaliger Wasserturm, klassizistischer Putzbau, um 1830; Kriegerdenkmal 1870/71, korinthische Säule mit Rundschild; Bronzefigur einer „Schwebenden Göttin“, H. Cauer, 1939 | Fotos hochladen |
| Denkmalzone Planiger Straße                                    | Planiger Straße 69, 71/73, 75/77 Lage | 1880–95                | Kleinsiedlung zweieinhalb- und dreieinhalbgeschossiger Mehrfamilienhäuser, Backsteinbauten mit Giebelrisaliten, 1880–95, Architekt Johann Au | BW |
| Denkmalzone Ringstraße                                         | Ringstraße 82/84/86 und 88/90/92 Lage | 1898/99                | zwei Gruppen zweieinhalbgeschossiger Wohnhäuser, 1898/99, Architekten Philipp und Jean Hassinger, zweifarbige Backsteinbauten auf Porphyrsockel | BW |
| Denkmalzone Rolandsbogen                                       | Bosenheimer Straße 200 Lage | 1927/28                | städtische Siedlung; um einen Innenhof gruppierte Flachdachbauten, 1927/28, Architekt Stadtbaurat Hugo Völker | BW |
| Denkmalzone Roseninsel                                         | Priegerpromenade Lage | 19. Jahrhundert        | kurbezogene Grünanlage am Ufer der Nahe längs der Priegerpromenade; Pavillon über der stillgelegten Oranienquelle, 1916; sogenanntes Milchhäuschen, zinnenbewehrtes Türmchen, 19. Jahrhundert; Bismarckdenkmal, Hugo Cauer, 1897 (nach 1945 vom Kornmarkt versetzt); sogenannte „Durstgruppe“, Ludwig Cauer, 1892 | Fotos hochladen |
| Denkmalzone Salinental                                         | Salinenstraße Lage |                        | umfasst die Salinen Karlshalle und Theodorshalle östlich der Salinenstraße (B 48) im Südwesten der Stadt; Gradierwerk Nr. 6, 18. Jahrhundert; Denkmal für K. Altenkirch, Ludwig Thormalen, 1934 | weitere Bilder Fotos hochladen |
| Denkmalzone Schlossparkmuseum-Römervilla                       | Dessauer Straße 49 und 51, Hüffelsheimer Straße 1, 3, 5 Lage | spätes 2. Jahrhundert  | Reste der römischen Palastvilla, Puricelli-Schloss mit Park und ehemaligem Hofgut | weitere Bilder Fotos hochladen |
| Denkmalzone Schöne Aussicht                                    | Schöne Aussicht 1–25 (ungerade Nummern), 10–16 (gerade Nummern), Dr.-Geisenheyner Straße 1, 3, 5, 2–12 (gerade Nummern) und Winzenheimer Straße 23 und 25 Lage                                                                | 1924–27                | Wohnsiedlung für Arbeiter, Handwerker und Angestellte; Doppelhäuser und zu Wohneinheiten zusammengeschlossene Zeilenbauten mit Walm- oder Satteldächern in Gärten, teilweise mit Eckerkern oder Vorbauten, 1924–27 unter Leitung von Stadtbaurat Hugo Völker | BW |
| Denkmalzone Siebenhäusergruppe Salinenstraße                   | Salinenstraße 119, 121, 123, 125, 127, 129, 131 Lage | 1921/22                | Traufenhäuser mit giebelständigen Kopfbauten, Art-déco-Motive, 1921/22, Architekt Paul Gans | BW |
| Denkmalzone Siedlung Herlesweiden                              | Herlesweiden 1–14, Birkenweg 1–27 (ungerade Nummern), Erlenweg 2, 4, 6, 7–14, Ulmenweg 1–16, Alzeyer Straße 108–138 (gerade Nummern), Pfalzstraße 13–35 (ungerade Nummern), Rheinstraße 38, 38a, 40–46 (gerade Nummern) Lage  | 1928/29                | unterschiedlich dimensionierte, formal gleiche Walmdachbauten mit Vorgärten, 1928/29, Architekt Paul Gans, an der Nordwestecke die anspruchsvolleren, kurz zuvor erbauten Häuser Rheinstraße 102 und Birkenweg 1 | [[Vorlage:Bilderwunsch/code!/C:49.835031,7.876766!/D:Herlesweiden 1–14, Birkenweg 1–27 (ungerade Nummern), Erlenweg 2, 4, 6, 7–14, Ulmenweg 1–16, Alzeyer Straße 108–138 (gerade Nummern), Pfalzstraße 13–35 (ungerade Nummern), Rheinstraße 38, 38a, 40–46 (gerade Nummern),!/\|BW]]  |
| Denkmalzone Siedlung Oligsberg                                 | Oligsberg 5, 6, 11/12, Mittlerer Flurweg 10/12, 14/16, Waldemarstraße 29/31, 33/35 Lage | 1912                   | Siedlung für Offiziere der französischen Besatzung; fünf symmetrisch um eine Grünfläche angeordnete Doppel- und zwei Einzelhäuser, kunststeingegliederte Walmdachbauten, Eingangsrisalite mit Art-Déco-Motiven, Gärten, 1912, Architekt Wilhelm Koban, Darmstadt | BW |
| Denkmalzone Staatliche Lehr- und Versuchsanstalt Bad Kreuznach | Rüdesheimer Straße 60–68 (gerade Nummern) Lage | 1900                   | ehemalige Landes-Lehr- und Versuchsanstalt für Weinbau, Gartenbau und Landwirtschaft, jetzt Staatsweingut und Dienstleistungszentrum Ländlicher Raum; Nr. 68 Backsteinbau mit Mansardwalmdach, Neurenaissancemotive, 1900, im Garten Kriegerdenkmal 1914/18; zeit- und stilgleiches Kellereigebäude; Pack- und Versandhaus, um 1920; Nr. 62 Klinkerbau, 1896; Nr. 60 barockisierender Mansarddachbau, 1910/11 | BW |
| Denkmalzone Stromberger Straße 12                              | Stromberger Straße 12 Lage | 1887                   | Gründerzeit-Villa, Klinkerbau mit Walmdach, 1887, Architekt Jacob Kossmann, teilweiser Umbau 1924 | BW |
| Denkmalzone Völkerring                                         | Rüdesheimer Straße 95–127 (ungerade Nummern) Lage | 1924 ff.               | halbkreisförmige Bauanlage mit Gärten, mittig zweigeschossiger Zwerchhausgiebel, Kopfbauten mit polygonalen Erkern, 1924 ff., Architekt Hugo Völker | BW |
| Denkmalzone Gutleuthof                                         | nordwestlich der Stadt (Hargesheimer Landstraße) Lage | um 1800                | Wohnhaus, teilweise Fachwerk, abgewalmtes Mansarddach, Wagenhalle, Stall- und Wirtschaftsgebäude, um 1800 | BW |
| Denkmalzone Ehrenfriedhof                                      | westlich der Stadt im Lohrer Wald Lage | 1952/53                | für Gefallene des Zweiten Weltkriegs im Auftrag des Volksbundes Deutsche Kriegsgräberfürsorge e. V.; Schiefer-Umfassungsmauer mit offener Eingangshalle, klassizistische und Heimatstil-Motive, 1952/53, Architekt Robert Tischler, München, auf parkartig angelegtem Gräberfeld gedrungene Sandsteinkreuze | weitere Bilder Fotos hochladen |

## Ehemalige Kulturdenkmäler
| Bezeichnung          | Lage                | Baujahr  | Beschreibung | Bild                           |
| -------------------- | ------------------- | -------- | --- | ------------------------------ |
| Denkmalzone Kasernen | Alzeyer Straße Lage | 1932 ff. | symmetrisch um einen Grünhof verteilter Gebäudekomplex mit repräsentativen dreigeschossigen Heimatstilbauten, 1932 ff.; teilweise abgebrochen, durch Neubauten ersetzt und aus Denkmalliste gelöscht | weitere Bilder Fotos hochladen |